# Santo André (São Paulo)
Santo André je obec v Brazílii, která leží v metropolitní oblasti São Paula v brazilském Jihovýchodním regionu. V roce 2022 zde žilo přibližně 749 tisíc obyvatel. Svůj název nese po Svatém Ondřejovi (portugalsky André). 
Podle žebříčku OSN je Santo André 15. nejrozvinutější obcí v zemi a osmou nejrozvinutější obcí v regionu kolem Sao Paula. V roce 2010 měla obec velmi vysoký index lidského rozvoje. Asi 65 % obyvatel tvoří běloši, 27 % míšenci, 6 % černoši a 1 % Asiaté. Obec se nachází v nadmořské výšce přibližně 700 m n. m. V roce 2002 byl z nejasných důvodů zabit místostarosta obce Celso Daniel. 